# 安昌浩
安昌浩（韓語：안창호，1878年11月9日—1938年3月10日），雅號島山（도산），字致三（치삼），韩国独立运动政治家，是早期在美國的韩侨领导人，新民会、大韩人国民会、兴士团等韩国独立运动组织创始人，韩国建国勋章获得者。
安昌浩出生于朝鲜王朝末期平安道的一个儒生农民家庭，早年曾於美国传教士在朝鲜开设的基督教会学校，学习西方文化与思想，為独立协会成员，后留学美国。在美期间，他致力于团结在美韩侨，提升韩人社区形象，宣扬复国思想，1905年在美成立“共立协会”，并发行韩侨在美的首份报纸《共立新报》。
1907年4月，安昌浩与梁起铎、李甲、李东宁、金九等人成立反日爱国秘密组织新民会。由于日本人的镇压，安昌浩于1910年4月流亡中国，后又重返美国。1912年11月8日，他以共立协会（1909年）、国民会（1910年）和大东保国会（1910年）为基础，成立当时在美韩人的最大组织“大韩人国民会”，又于1913年5月13日在旧金山成立反日救国组织兴士团。
1919年三一运动后，安昌浩被选为大韩民国临时政府内务部长，与李东辉一起实际领导临时政府。1920年12月李承晚就任大统领后，安昌浩因与其意见相左于1921年5月被迫引咎辞职。李承晚被弹劾后，他曾被选为临时政府大统领。1932年4月29日尹奉吉在虹口公园炸死白川义则等日本军政要人后，安昌浩在上海被日本人逮捕，后被关押在西大门监狱，1935年2月10日被假释出狱。1937年6月28日，他再次被捕入狱，同年12月24日重病保外就医，1938年3月10日病逝。

## 出身及早年生涯

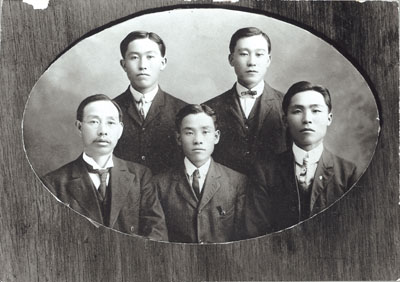
共立协会最初成员，前排最右是安昌浩

1878年11月9日，安昌浩出生于朝鲜王朝平安道江西郡的一个农民家庭，本贯顺兴安氏，高丽大儒安珦后裔。他的父亲是位务农的儒生。安昌浩7岁时，他的父亲开始教他学习汉文和儒学，12岁时他父亲去世。:101-103
1894年甲午农民战争期间，安昌浩一家迁往黄海道。之后，他在好友毕大殷的劝说下去了汉城，就读于基督教会开设的救世学堂（现称儆新学校）两年。在救世学堂学习期间，安昌浩接触到西方文化与思想，改信基督教:103-104。1898年，安昌浩在加入独立协会不久，便与毕大殷等人在平壤成立独立协会关西支部。在独立协会期间，他在平壤快哉亭、明伦堂、汉城万民大会作了著名的演讲:110。1899年，他在平安道江西郡创办了一所男女同校的西式私立学校“渐进学校”:104-105。
1902年秋，安昌浩在救世学堂校长美国传教士米勒的介绍下，携新婚妻子李惠炼前往美国留学。同年10月14日到达旧金山。1903年9月23日，安昌浩在美成立韩人亲睦会，旨在团结在美韩侨，提升美国韩人社区形象，进行爱国教育。1905年4月5日，他又在亲睦会的基础上成立了“共立协会”。同年11月14日，共立协会在旧金山建立起一座三层的会馆，11月20日开始发行协会机关刊物《共立新报》（后更名为《新韩民报》）。在美韩侨从此有了自己的组织和报纸。:105-109

## 反日救国运动

### 新民会与大成学校
1905年11月日本强迫朝鲜签订《乙巳条约》后，朝鲜国内的反日爱国运动高涨。1907年2月，安昌浩离开美国回国。在途径日本东京时，他在太极会为在日朝鲜留学生作了演讲，回国后又在平壤和汉城发表演讲。同年4月，他与梁起铎、李甲、李东宁、金九等人成立反日爱国秘密组织新民会。此后，新民会先后成立了青年学友会、大成学校、太极书馆、瓷器公司等相关机构，其中大成学校由安昌浩亲手创建。:109-112
日本首任朝鲜统监府统监伊藤博文对安昌浩试图采取怀柔政策，曾于1907年约见了他。伊藤博文提出让他成立内阁，利诱他为日本人效力。但安昌浩拒绝了伊藤博文的要求。1909年10月伊藤博文在哈尔滨火车站被安重根击毙后，日本人将安昌浩逮捕，但因缺乏证据，两个月后又将他释放。1910年4月，安昌浩流亡中国山东。同年12月朝鲜独立志士暗杀朝鲜总督寺内正毅未遂后，新民会和大成学校被日本人取缔。新民会成员和大成学校师生600余被逮捕，其中105人被定罪入狱，史称“105人事件”。:112-114

### 重返美国

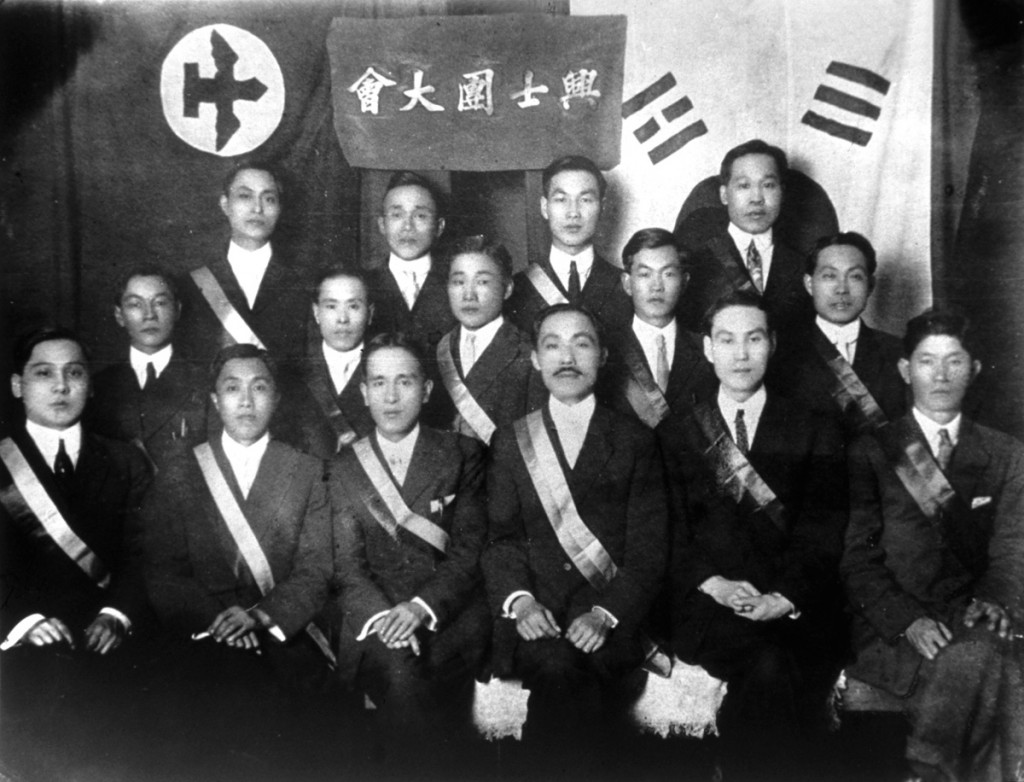
兴士团大会上的安昌浩

流亡中国后，安昌浩曾试图在中国东北密山县建立独立运动武官学校，但由于日本当时亦已渗透到中国东北，他的计划最终没能得以实现。之后，他重返美国。1912年11月8日，安昌浩以共立协会（1909年）、国民会（1910年）和大东保国会（1910年）为基础成立当时在美韩人最大组织“大韩人国民会”，并任首任会长。1914年，大韩人国民会获得美加州社团法人许可，成为美国的正式合法组织:114-115。1913年5月13日，安昌浩还在旧金山成立了反日救国组织“兴士团”。

### 三一运动之后
1919年，朝鲜半岛爆发大规模反日三一运动后，大韩人国民会中央总会于同年3月13日在旧金山召开大会通过了支持三一运动的13项决议。之后，安昌浩被任命为大韩人国民总会北美地方分会特派员，与郑仁果、黄镇南一同前往中国上海，为即将成立的大韩民国临时政府效力。在去往上海的途中，临时政府在上海正式成立，安昌浩被选为内务部长。5月25日，安昌浩一行抵达上海即成为大韩民国临时政府的核心领导，是最早到任的部长。除上海外，韩国国内、前苏联海参崴也先后建立了6个临时政府。在安昌浩等人的推动下，各地的临时政府最终整合成设于上海的一个临时政府。:115-116

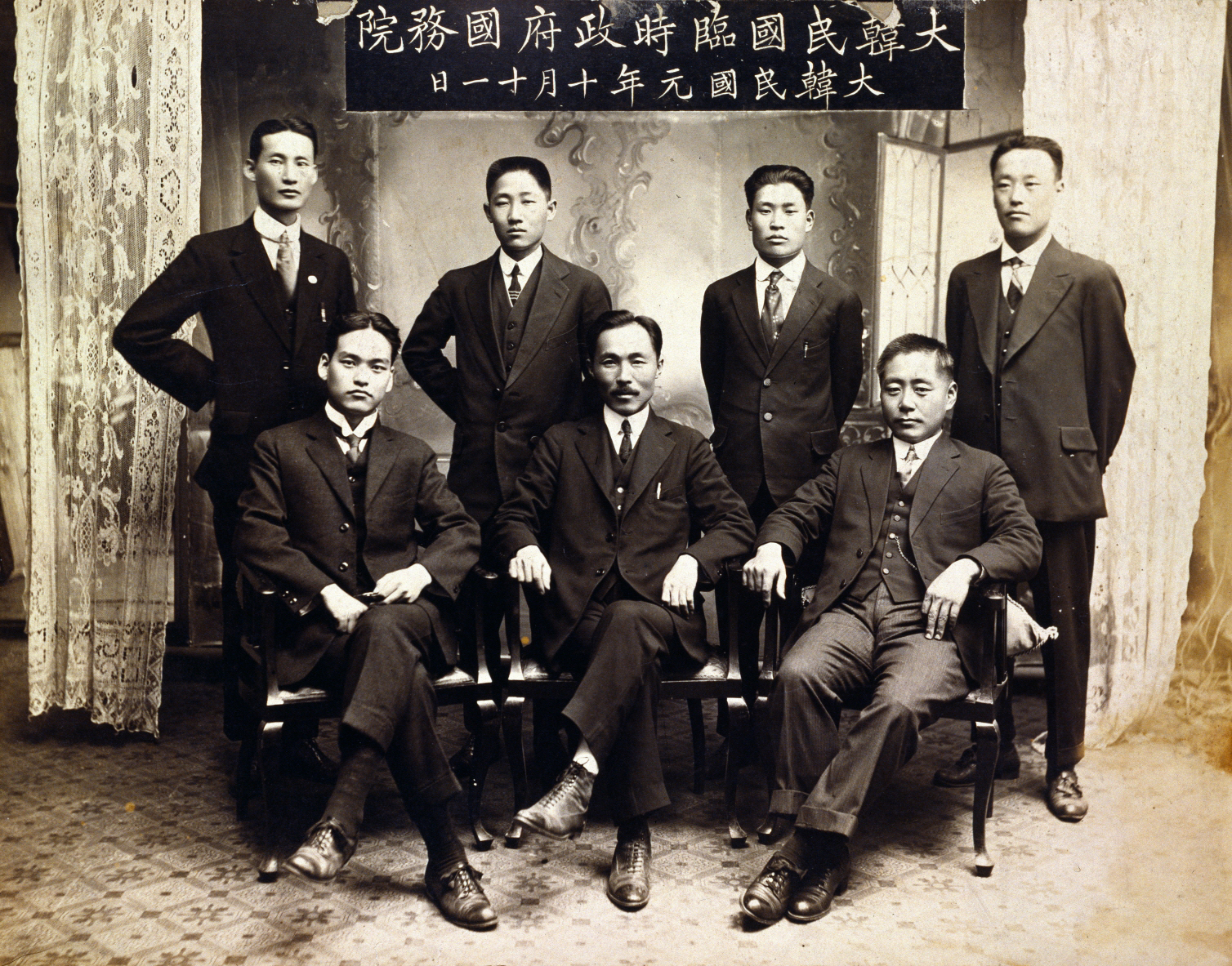
安昌浩（前排中）与临时政府国务院成员

为保障临时政府与韩国国内的联系，安昌浩提出了“联通制”秘密行政组织构想，在韩国国内和韩侨海外聚居地设立各个级别的秘密联通府、监督府、总监府、司监府等机构。1919年7月10日，临时政府发布国务院第1号令正式采纳了这一建议。同年10月17日，临时政府又发布了“管制方法”。11月30日，汉城成立临时总管部开始在韩国国内正式推广“联通制”各级行政组织。1920年底，临时政府已在韩国国内9道1府45郡和中国东北地区设立了相应行政组织。

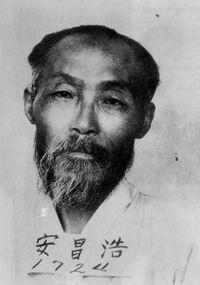
安昌浩，1937年

1920年12月李承晚抵达上海就任临时政府大统领之前，临时政府主要是安昌浩和李东辉实际领导。李承晚到来后，临时政府内部的左右翼矛盾进一步激化。由于与李承晚意见相左，安昌浩于1921年5月11日被迫引咎辞职。之后，他召集从临时政府退出的人员筹备举行韩国国民大会。在1923年1月召开的韩国国民大会上，他当选副议长。1925年3月，李承晚被临时政府弹劾。1926年5月，临时政府曾选举安昌浩为大统领，虽然他推辞未就任，但对临时政府却积极支持。同年7月8日，他在上海法租界发起建立临时政府经济后援会，积极为临时政府募集资金。
1927年2月14日，安昌浩在中国东北参加组建大独立党的活动时被中国吉林地方当局逮捕。当时张作霖的东北军阀与日本携手镇压东北地区的共产主义运动。日方提出引渡安昌浩的要求，在中国社会各界引发极大反响。迫于舆论压力，中方20多天后将安昌浩等人释放。1932年4月29日尹奉吉在虹口公园炸死白川义则等日本军政要人后，安昌浩在上海被日本人逮捕，后在汉城被判处4年徒刑，关押在西大门监狱。1935年2月10日，安昌浩获假释出狱。1937年6月28日，日本人再次将其逮捕，与他有关系的70余人也被捕入狱。同年12月24日，安昌浩因重病保外就医，被安排在京城帝国大学医院就医，1938年3月10日病逝。:118-119

## 纪念

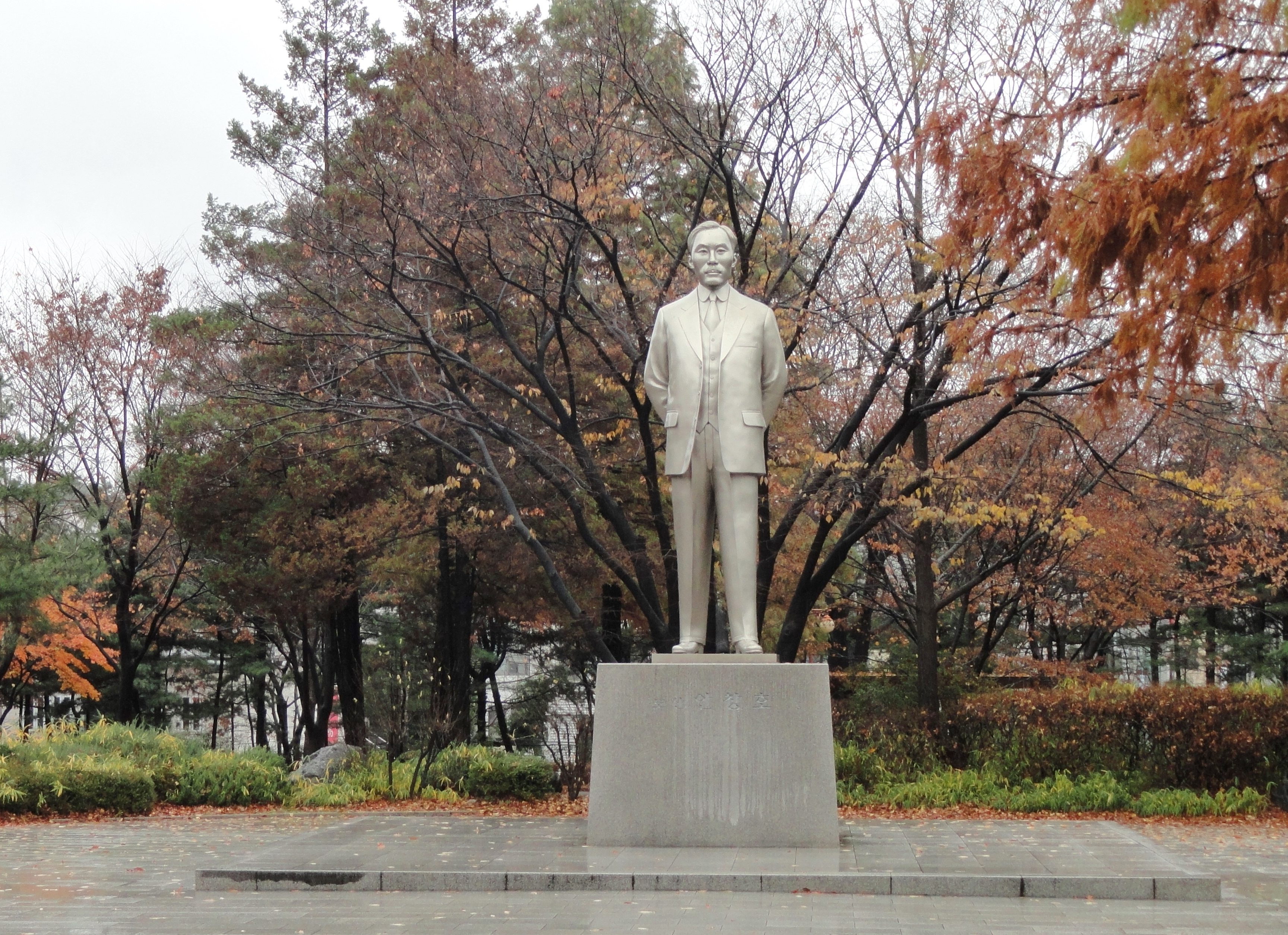
韩国首尔的岛山公园

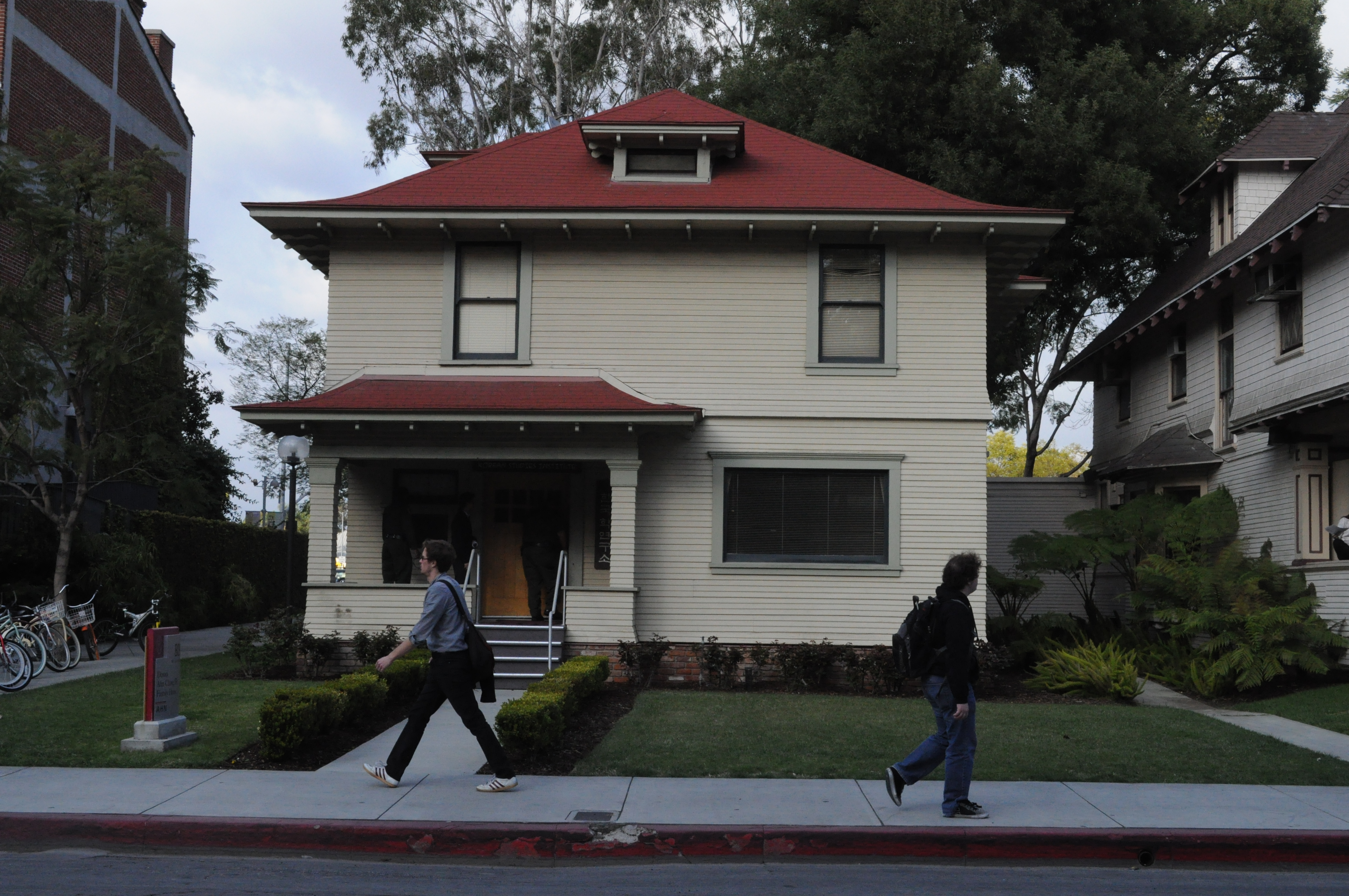
美国南加州大学校园内的安昌浩故居

### 纪念地
- 韩国首尔建有岛山公园，园内有安昌浩及其夫人的墓园和安昌浩纪念馆。[5]
- 美国加州河滨县建有安昌浩纪念雕像。[6]
- 位于美国加州洛杉矶市第6大街（6th）与哈佛大道（Harvard）交汇处的岛山安昌浩邮局（Dosan Ahn Chang Ho station）以安昌浩的名字命名。[7]
- 位于美国南加州大学校园内的安昌浩故居是洛杉矶市议会指定的历史文化建筑，也是该校韩国学学院所在地。[8]
- 2012年，美国亚特兰大市将安昌浩加入到马丁·路德·金国家历史遗址的国际民权星光大道（英语：International Civil Rights Walk of Fame）中。这是东亚人首次获得此殊荣。[9]

### 其它
- 1962年3月1日，韩国政府追授其建国勋章。[2]:101
- ITF跆拳道的一个套路以安昌浩的雅号“岛山”命名。[10]
- 韩国自主研发的首艘3000吨级潜艇KSS-3型以“島山安昌浩號”号命名。[11]
- 2018年8月，韩国造币公社发行了岛山安昌浩先生诞辰140周年纪念章。 [12]
- 2018年8月，美国加利福尼亚州议会通过议案，将安昌浩生日11月9日定为“岛山安昌浩日”。[13]

## 家庭

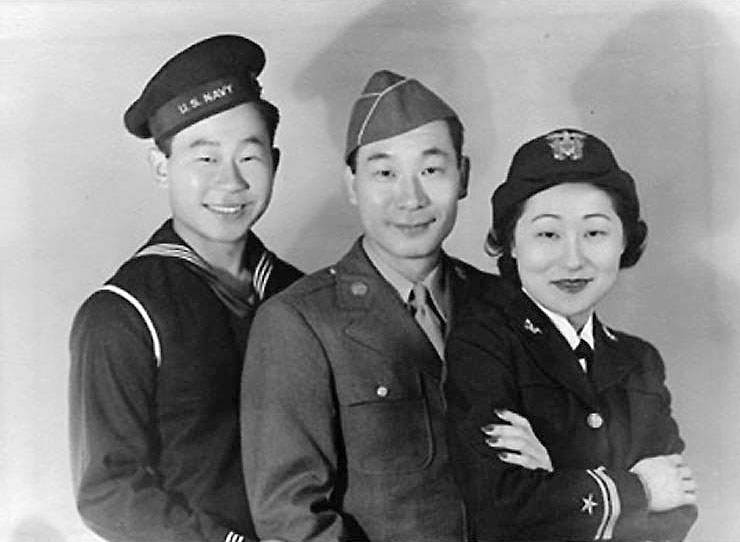
安昌浩三名從軍的子女，由左至右為幼子安必英、长子安必立、长女安繡山，攝於1942年

安昌浩夫人李惠炼育有三男兩女，其中三名子女於二戰期間加入美軍，大女兒安繡山是美國海軍最早的亞裔女性軍官之一，以海軍上尉軍階退伍。大兒子安必立加入美國陸軍，后成为首位进入好莱坞星光大道的美國亞裔演員，小兒子安必英自美國海軍退役後亦成為演員。其餘一子一女分別為安必善和安秀羅（Soorah Ahn）。
侄女安麦结在1919年10月就读于平壤崇义女子学校时参加示威并被捕，1937年因牵涉“修养同友会事件”受牢狱之苦。2018年11月被追授建国褒章。